# Det kollektive ubevidste
Det kollektive ubevidste er et begreb, der stammer fra Jungs personlighedsmodel, og er det punkt, der adskiller sig mest fra den traditionelle Freudianske model over menneskets psyke. Jung mente, at der i alle menneskers sind, er en fællesnævner for grundlæggende menneskelige handlinger og forståelser. Dette er, hvad Jung kaldte arketyper. Disse arketyper tager sig af jegets grundlæggende balance, og er den faktor, der gør det muligt at forstå den psykologiske del af mennesket i en mere religiøs sammenhæng.